# Kojibiosio
Il kojibiosio è un disaccaride costituito da due unità di glucosio connesse da un legame glicosidico α(1→2). Il nome kojibiosio deriva da koji-kin, nome giapponese della muffa Aspergillus oryzae usata nella fabbricazione del sakè.
Il kojibiosio fu rilevato per la prima volta nel 1953 nel sakè. In seguito fu trovato anche nell'estratto di koji, nel miele, e nella membrane cellulari dell'Enterococcus faecalis. Nel 1957 il composto fu sintetizzato in laboratorio e ne venne determinata la struttura. Il kojibiosio si forma anche durante il processo di caramellizzazione del glucosio.

## Tossicità / Indicazioni di sicurezza
Il kojibiosio è disponibile in commercio. Il composto non è classificato pericoloso secondo la Direttiva 67/548/CEE. Non risultano dati su eventuali effetti cancerogeni.